# Escala (capoeira)
Pour les articles homonymes, voir Escala (homonymie).
L'escala (gamme, en portugais) est l'une des techniques de main les plus utilisées en capoeira, après la galopante. Il s'agit d'un coup de paume idéalement donné sous le nez ou le menton. Contrairement à la tapa, les doigts doivent être recroquevillés.